# Lake County (Illinois)
Das Lake County ist ein County im US-amerikanischen Bundesstaat Illinois. Im Jahr 2010 hatte das County 703.462 Einwohner und eine Bevölkerungsdichte von 607 Einwohnern pro Quadratkilometer. Der Verwaltungssitz (County Seat) ist Waukegan.
Das Lake County liegt im Norden der Metropolregion Chicago.

## Geografie
Das County liegt im äußersten Nordosten von Illinois im nördlichen Vorortbereich von Chicago. Es hat eine Fläche von 3543 Quadratkilometern, wovon 2384 Quadratkilometer Wasserfläche sind.
Im Norden grenzt das County an Wisconsin im Osten liegt die Grenze zu Michigan im Michigansee.
An das Lake County grenzen folgende Nachbarcountys:
|                | Kenosha County (Wisconsin)                  | Allegan County (Michigan) 1   |
| McHenry County | Kompassrose, die auf Nachbargemeinden zeigt | Van Buren County (Michigan) 1 |
|                | Cook County                                 | Berrien County (Michigan) 1   |

## Geschichte
Das Lake County wurde am 1. März 1839 aus ehemaligen Teilen des McHenry County gebildet und benannt nach dem Michigansee (Lake Michigan).
Der erste Verwaltungssitz war Libertyville. 1841 wurde der Verwaltungssitz verlegt nach Little Fort, das in Waukegan umbenannt wurde. Vor der Inbesitznahme durch weiße Siedler war das Gebiet offene Prärie und die Heimat der Potawatomi-Indianer. Der erste weiße Siedler war 1834 Captain Daniel Wright.

## Wirtschaft
Im County hat das im S&P 500 gelistete Unternehmen Brunswick Corporation seinen Firmensitz. Das Unternehmen Zebra Technologies ist in Lincolnshire ansässig.

## Demografische Daten
Nach der Volkszählung im Jahr 2010 lebten im Lake County 703.462 Menschen in 239.246 Haushalten. Die Bevölkerungsdichte betrug 607 Einwohner pro Quadratkilometer. In den 239.246 Haushalten lebten statistisch je 2,84 Personen.
Ethnisch betrachtet setzte sich die Bevölkerung zusammen aus 75,1 Prozent Weißen, 7,0 Prozent Afroamerikanern, 0,5 Prozent amerikanischen Ureinwohnern, 6,3 Prozent Asiaten sowie aus anderen ethnischen Gruppen; 2,6 Prozent stammten von zwei oder mehr Ethnien ab. Unabhängig von der ethnischen Zugehörigkeit waren 19,9 Prozent der Bevölkerung spanischer oder lateinamerikanischer Abstammung.
27,4 Prozent der Bevölkerung waren unter 18 Jahre alt, 62,2 Prozent waren zwischen 18 und 64 und 10,4 Prozent waren 65 Jahre oder älter. 50,1 Prozent der Bevölkerung war weiblich.
Das jährliche Durchschnittseinkommen eines Haushalts lag bei 78.948 USD. Das Prokopfeinkommen betrug 38.120 USD. 7,0 Prozent der Einwohner lebten unterhalb der Armutsgrenze.

## Ortschaften im Lake County
Citys
| - Highland Park - Highwood - Lake Forest - North Chicago | - Park City - Waukegan - Zion |

Villages
| - Antioch - Arlington Heights1 - Bannockburn - Barrington2 - Barrington Hills3 - Beach Park - Buffalo Grove2 - Deerfield2 - Deer Park2 - Fox Lake4 | - Fox River Grove5 - Grayslake - Green Oaks - Gurnee - Hainesville - Hawthorn Woods - Indian Creek - Island Lake4 - Kildeer - Lake Barrington | - Lake Bluff - Lake Villa - Lake Zurich - Lakemoor4 - Libertyville - Lincolnshire - Lindenhurst - Long Grove - Mettawa - Mundelein | - North Barrington - Old Mill Creek - Port Barrington4 - Riverwoods - Round Lake - Round Lake Beach - Round Lake Heights - Round Lake Park - Third Lake - Tower Lakes | - Vernon Hills - Volo - Wadsworth - Wauconda - Wheeling1 - Winthrop Harbor |

Census-designated places (CDP)
| - Channel Lake - Forest Lake - Fox Lake Hills | - Gages Lake - Grandwood Park - Knollwood | - Lake Catherine - Long Lake - Venetian Village |

Andere Unincorporated Communities
| - Abbott Park - Chesney Shores - Downey - Echo Lake - Fort Sheridan | - Fox River Valley Gardens - Great Lakes - Half Day - Ingleside - Lake Barrington Shores | - Lincolnshire Woods - McGaw Park - Millburn - Prairie View - Prairieview | - Stanton Point - Timber Lake - West Miltmore - Wildwood |

1 – überwiegend im Cook County

2 – teilweise im Cook County

3 – teilweise im Kane und im McHenry County

4 – teilweise im McHenry County

5 – überwiegend im McHenry County

## Gliederung

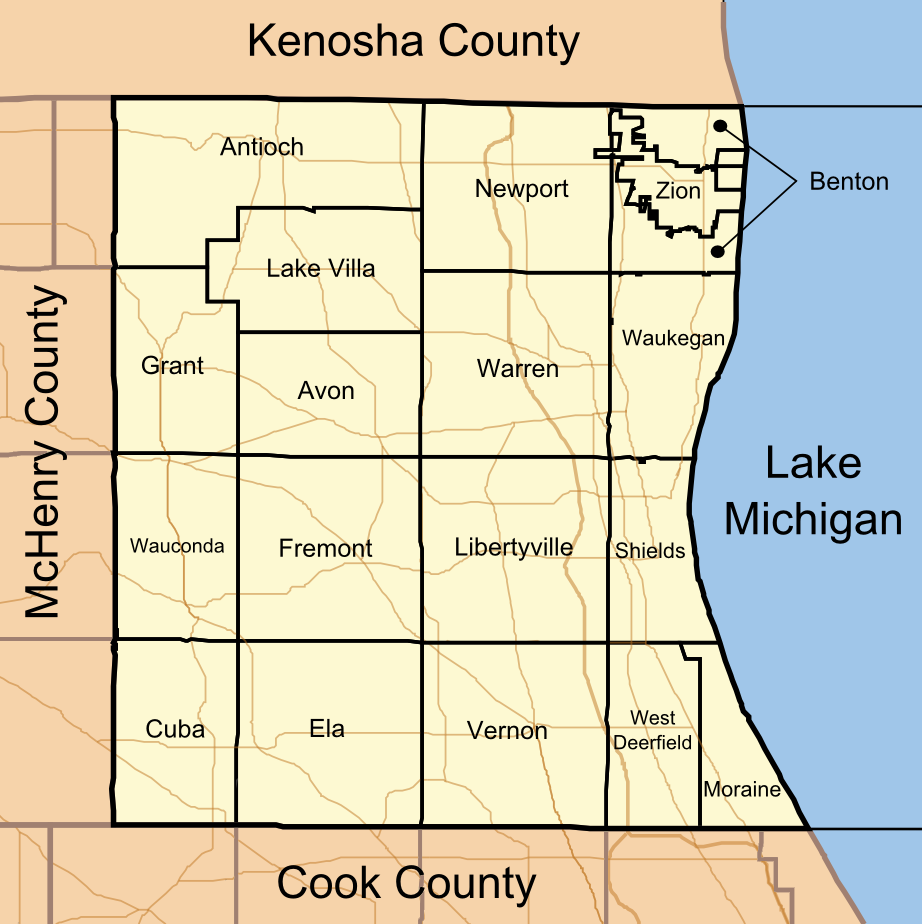
Townships des Lake County

Das Lake County ist in 18 Townships eingeteilt:
| Township              | Einwohner (2010) | FIPS     |
| --------------------- | ---------------- | -------- |
| Antioch Township      | 27.745           | 17-01608 |
| Avon Township         | 65.001           | 17-03220 |
| Benton Township       | 18.951           | 17-05326 |
| Cuba Township         | 16.826           | 17-18004 |
| Ela Township          | 42.654           | 17-22853 |
| Fremont Township      | 32.337           | 17-27923 |
| Grant Township        | 26.523           | 17-30952 |
| Lake Villa Township   | 40.276           | 17-41599 |
| Libertyville Township | 53.139           | 17-43263 |

| Township                | Einwohner (2010) | FIPS     |
| ----------------------- | ---------------- | -------- |
| Moraine Township        | 34.129           | 17-50364 |
| Newport Township        | 06.770           | 17-52753 |
| Shields Township        | 39.062           | 17-69485 |
| Vernon Township         | 67.095           | 17-77668 |
| Warren Township         | 64.841           | 17-78877 |
| Wauconda Township       | 21.730           | 17-79280 |
| Waukegan Township       | 90.893           | 17-79306 |
| West Deerfield Township | 31.077           | 17-80112 |
| Zion Township           | 24.413           | 17-84233 |